# Semáforo de Anaga
El Semáforo de Anaga o Semáforo de Igueste de San Andrés fue una antigua estación electrosemafórica de señalización marítima, construida entre 1880 y 1895, entrando en servicio el 4 de diciembre de ese año. Estuvo en uso interrumpido hasta 1970.
Se encuentra situado a unos 220 m s. n. m., sobre el acantilado de La Atalaya, junto al caserío de Igueste de San Andrés, en el municipio de Santa Cruz de Tenerife (Islas Canarias, España).
La función fundamental de este Semáforo, al igual que sus coetáneos en el resto de España, fue suministrar información a y desde los buques avistados desde el edificio. Por un lado, gracias al Código Internacional de Señales, y por otro, mediante línea telegráfica y telefónica.

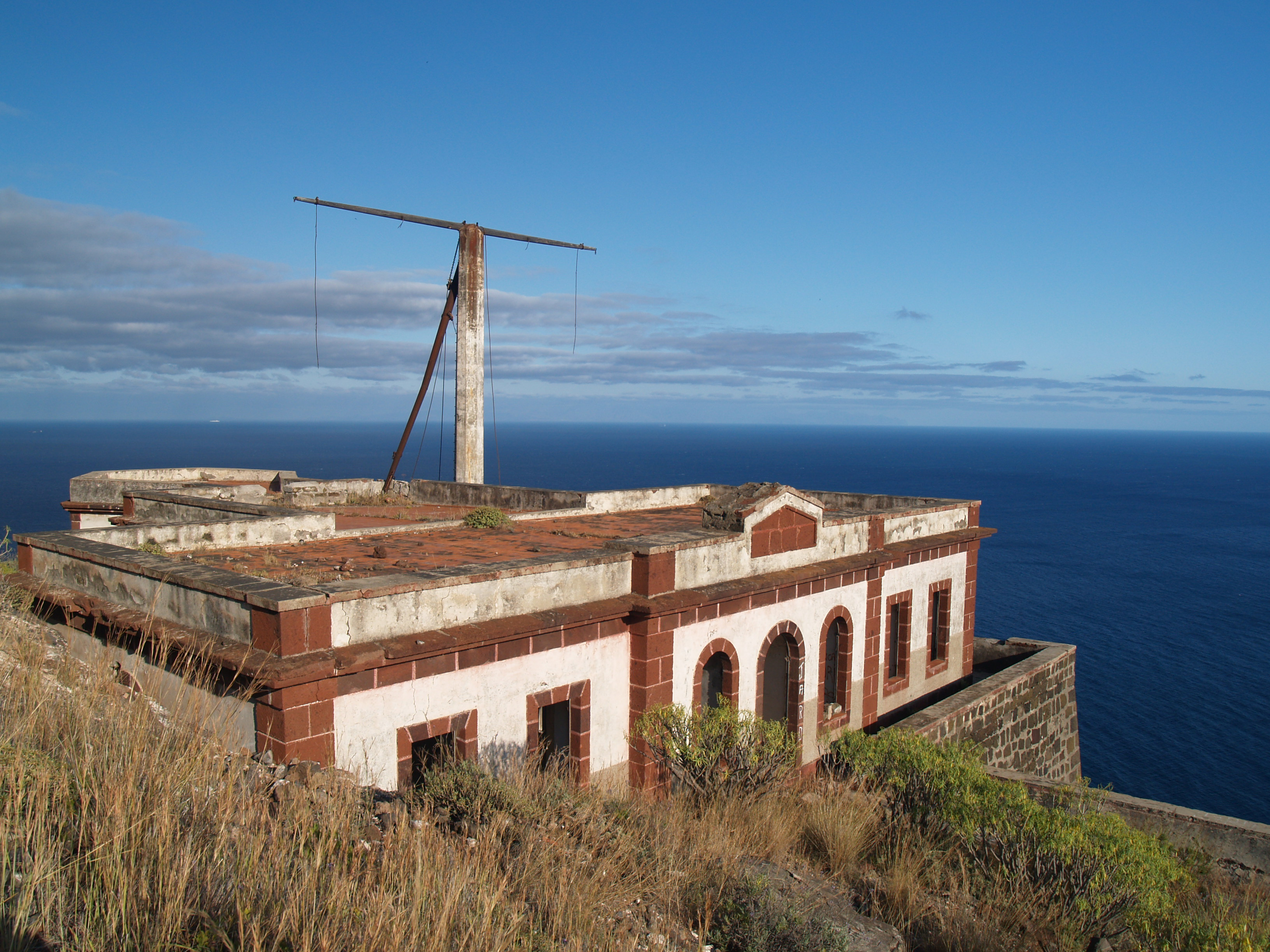
Semáforo de Anaga en la actualidad

Así, a lo largo del tiempo realizó funciones tales como:
- Observación del mar y el tráfico de buques
- Observación meteorológica
- Estación telegráfica
- Comunicación con los barcos que transiten por las aguas cercanas
- Ayuda y cooperación en los naufragios, la prevención del contrabando y cualquier otra incidencia que pudiera ser prevista mediante la observación en altura

Estas tareas eran realizadas por los semaforistas, todos ellos miembros del cuerpo de suboficiales de la Armada Española. Además, junto a estos, sus familias residían también en el edificio.
El semáforo se encuentra hoy en estado de abandono y en 2015 fue incluido en la Lista Roja de patrimonio en peligro, creada por la asociación española sin ánimo de lucro Hispania Nostra, y desde 2021 forma parte del Inventario del Patrimonio Industrial de Tenerife.
Desde diciembre de 2024, Igueste de San Andrés cuenta con un Centro de Interpretación del Semáforo, que tiene como objeto la difusión de la historia del Semáforo y las Atalayas del macizo de Anaga, además de la historia de esa localidad. 

## Comunicaciones

### Caminos
El Semáforo de Anaga sólo es accesible a pie desde Igueste de San Andrés, gracias a un camino, conocido en la zona como la "Carretera". Dicho camino forma parte de Red Insular de Senderos de Tenerife.
- Sendero PR-TF 5.1 Igueste de San Andrés - El Semáforo.